# Stockton (Missouri)
Stockton é uma cidade localizada no estado americano de Missouri, no Condado de Cedar.

## Demografia
Segundo o censo americano de 2000, a sua população era de 1960 habitantes.
Em 2006, foi estimada uma população de 2040, um aumento de 80 (4.1%).

## Geografia
De acordo com o United States Census Bureau tem uma área de
5,5 km², dos quais 5,5 km² cobertos por terra e 0,0 km² cobertos por água.

## Localidades na vizinhança
O diagrama seguinte representa as localidades num raio de 24 km ao redor de Stockton.